# Astragalus mongholicus
Astragalus mongholicus — вид квіткових рослин з родини бобових (Fabaceae). Ареал охоплює такі країни: Китай, Казахстан, Монголія, Приамур'я.

## Середовище
Це багаторічна трав'яниста рослина, що зустрічається в степах, луках, ксерофітних чагарниках та хвойних лісах гірських поясів. Немає відомих серйозних загроз для цього виду.

## Застосування
Корінь має кардіотонічну, сечогінну та судинорозширювальну дію.